# 1369
| [ Edytuj tabelę ]                          | |
| Król Polski                                | - 1333 Kazimierz III Wielki 1370                                                                                 |
| Współksiążęta Andory                       | - 1365 Pere de Luna 1370 - 1343 Gaston III 1391                                                                  |
| Król Anglii                                | - 1327 Edward III 1377                                                                                           |
| Król Aragonii i Walencji, hrabia Barcelony | - 1336 Piotr IV Aragoński 1387                                                                                   |
| Władca Azteków                             | - 1325 Tenoch 1376                                                                                               |
| Elektor Brandenburgii                      | - 1365 Otto V Leniwy 1373                                                                                        |
| Książę Bawarii                             | - 1347 Stefan II 1375                                                                                            |
| Książę Burgundii                           | - 1364 Filip II Śmiały 1404                                                                                      |
| Cesarz Bizancjum                           | - 1355 Jan V Paleolog 1376                                                                                       |
| Car Bułgarii                               | - 1331 Iwan Aleksander 1371 - 1356 Iwan Stracimir 1396                                                           |
| Cesarz Chin                                | - 1368 Hongwu 1398                                                                                               |
| Król Cypru                                 | - 1359 Piotr I 1369 - 1369 Piotr II 1382                                                                         |
| Król Czech                                 | - 1346 Karol IV Luksemburski 1378                                                                                |
| Król Danii                                 | - 1340 Waldemar Atterdag 1376                                                                                    |
| Władca Egiptu                              | - 1363 Al-Aszraf Szaban 1377                                                                                     |
| Cesarz Etiopii                             | - 1344 Nyuaje Krystos 1372                                                                                       |
| Król Francji                               | - 1364 Karol V Mądry 1380                                                                                        |
| Król Gruzji                                | - 1360 Bagrat V Wielki 1393                                                                                      |
| Hrabia Holandii                            | - 1358 Albert 1404                                                                                               |
| Cesarz Japonii                             | - 1368 Chōkei 1383                                                                                               |
| Kalif                                      | - 1362 Al-Mutawakkil I 1383                                                                                      |
| Król Kastylii i Leónu                      | - 1350 Piotr I Okrutny 1369 - 1369 Henryk II 1379                                                                |
| Patriarcha Konstantynopola                 | - 1364 Filoteusz Kokkin 1376                                                                                     |
| Władca Korei                               | - 1351 Kongmin 1374                                                                                              |
| Wielki książę litewski                     | - 1345 Olgierd 1377                                                                                              |
| Cesarz Majapahitu                          | - 1350 Hajam Wuruk 1389                                                                                          |
| Sułtan Maroka                              | - 1366 Abd al-Aziz I 1372                                                                                        |
| Książę Mediolanu                           | - 1354 Galeazzo II 1378 - 1354 Bernabò 1385                                                                      |
| Wielki książę moskiewski                   | - 1359 Dymitr Doński 1389                                                                                        |
| Król Nawarry                               | - 1349 Karol II Zły 1387                                                                                         |
| Król Norwegii                              | - 1343 Haakon VI Magnusson 1380                                                                                  |
| Elektor Palatynatu                         | - 1356 Ruprecht I 1390                                                                                           |
| Papież                                     | - 1362 Urban V 1370                                                                                              |
| Król Portugalii                            | - 1367 Ferdynand I 1383                                                                                          |
| Cesarz Rzymski (niemiecki)                 | - 1346 Karol IV Luksemburski 1378                                                                                |
| Kapitanowie Regenci San Marino             | - 1369 Mignone Bauto Lunardino di Bernardo Fabbro 1369 - 1369 Gioagnolo di Ugolinuccio Giovanni di Riguccio 1369 |
| Car Serbii                                 | - 1355 Stefan Urosz V Nijaki 1371                                                                                |
| Elektor Saksonii                           | - 1356 Rudolf II Askańczyk 1370                                                                                  |
| Król Szkocji                               | - 1329 Dawid II Bruce 1371                                                                                       |
| Król Szwecji                               | - 1364 Albrecht Meklemburski 1389                                                                                |
| Król Tajlandii                             | - 1350 Ramathibodi I 1369 - 1369 Ramesuan 1370                                                                   |
| Sułtan Turków                              | - 1360 Murad I 1389                                                                                              |
| Doża Wenecji                               | - 1367 Andrea Contarini 1382                                                                                     |
| Król Węgier                                | - 1342 Ludwik Andegaweński 1382                                                                                  |
| Wielki mistrz zakonu krzyżackiego          | - 1351 Winrich von Kniprode 1382                                                                                 |

Rok 1369 / MCCCLXIX
stulecia: XIII wiek ~
XIV wiek ~
XV wiek

lata: 1359 «
1364 «
1365 «
1366 «
1367 «
1368 «
1369
» 1370
» 1371
» 1372
» 1373
» 1374
» 1379

## Wydarzenia w Polsce
- W 1369 roku Kazimierz Wielki powierzył Mikołajowi z Nysy osadzenie wsi Głęboka w gminie Biecz na prawie magdeburskim.
- Kazimierz Wielki adoptował księcia Kaźka IV Słupskiego

## Wydarzenia na świecie
- 14 marca – I kastylijska wojna domowa: decydujące zwycięstwo sił pretendenta do tronu Henryka Trastámara nad wojskami króla Kastylii-Leónu Piotra I i wspierającymi go wojskami portugalskimi w bitwie pod Montiel.

## Urodzili się
- 14 stycznia − Antonio Correr, włoski kardynał, biskup Modon i Bolonii (zm. 1445)
- między 26 stycznia a 20 lutego − Marcin V, papież (zm. 1431)
- 28 maja − Muzio Attendolo Sforza, włoski kondotier i założyciel dynastii Sforzów (zm. 1424)

- Data dzienna nieznana:
  - Stefan Bandelli − włoski dominikanin, błogosławiony katolicki (zm. 1450)
  - Pippo Spano − włoski szlachcic i strateg, członek Zakonu Smoka. (zm. 1426)

## Zmarli
- 17 stycznia – Piotr I, król Cypru (ur. 1328)
- 23 marca – Piotr I Okrutny, król Kastylii i Leónu (ur. 1334)
- 13 kwietnia – Henryk V Żelazny, książę żagański z dynastii Piastów (ur. 1312–1321)
- data dzienna nieznana:
  - Ramathibodi I, król Syjamu (ur. 1315)